# Kultura chojnicko-pieńkowska
Kultura chojnicko-pieńkowska – kultura późnomezolityczna. Nazwa niniejszej jednostki kulturowej związana jest z nazwą miejscowości Chojnice położonej na Pomorzu oraz uroczyska Pieńki znajdującego się koło Warszawy. 

## Kryteria wydzielenia
Na początku lat siedemdziesiątych Stefan Karol Kozłowski zaproponował nazwę „kultura chojnicko-pieńkowska” dla elementów, które sam wcześniej określił jako majdanowskie i pieńkowskie.

## Chronologia, geneza i zanik
Rozwój owej jednostki kulturowej wyznaczają daty od ok. 6 do ok. 4 tys. lat temu. Należy do kręgu północnego, wspólnoty postmaglemoskiej. Geneza kultury wiąże się z przesunięciem na południe, na tereny kultury komornickiej, ludności kultury Svaerdborg oraz z miniaturyzacją i zmianami technologicznymi obróbki krzemienia. Te trzy czynniki ukształtowały nową jednostkę kulturową. Ciekawe wydają się być relacje z kulturą janisławicką, są to jednostki częściowo nakładające się terytorialnie. Ponadto wyroby charakterystyczne dla jednej z kultur pojawiają się niekiedy w kontekście drugiej. W dużej mierze okres rozwoju zazębia się z obecnością jednostek neolitycznych pochodzących z południa i ich powolnemu rozwojowi, należy się przyjąć, że grupy chojnicko-pieńkowskie mogły adaptować się do nowego typu gospodarki. Natomiast grupa chojnicka wzięła udział w tworzeniu się nowej jednostki neolitycznej – kulturze pucharów lejkowatych.

## Obszar występowania i kontekst kulturowy

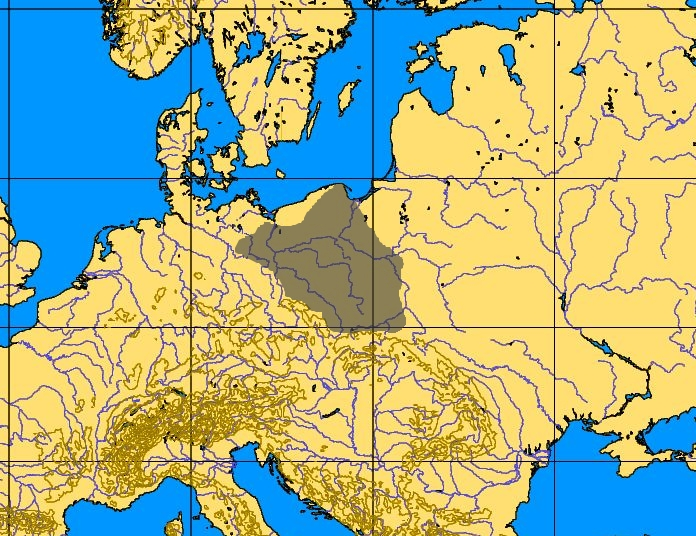
Zasięg kultury chojnicko-pieńkowskiej

Zespół zjawisk kulturowych utożsamianych z omawianą kulturą obejmował swym zasięgiem obszary Pomorza Wielkopolski, Dolnego Śląska oraz Mazowsza i Polski Środkowej. Wydzielono trzy grupy/odmiany:
- chojnicka – północny zachód;
- pieńkowska – centrum i południowy wschód;
- barycka – południowy zachód.

Z zastrzeżeniami włącza się do tej kultury grupę Jühnsdorf z terenu Brandenburgii.

## Charakterystyczne wytwory kulturowe

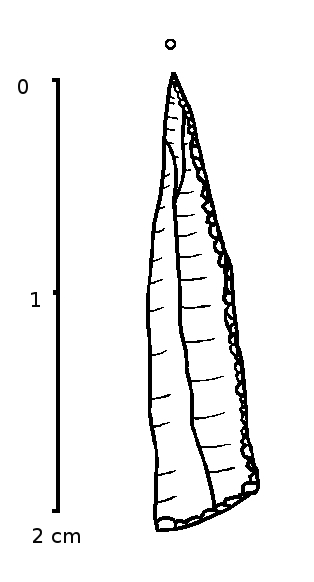
Trójkąt pieńkowski

Półsurowiec wiórowy, drobny uzyskiwano z drobnych rdzeni, zwykle jednopiętrowych. Odłupki są pozostałością zaprawy rdzeni.
Wśród narzędzi najwięcej jest zbrojników: trójkąty pieńkowskie, trójkąty z retuszem trzech boków, trapezy, półtylczaki Komornica, tylczaki Stawinoga, ostrza typu Nowy Młyn (gr. chojnicka), ostrza Pieńkowskie (gr. pieńkowska).
Poza tym występują drapacze i skrobacze, a w grupie chojnickiej, ciosaki i piki.
Inwentarz kościany: można przypisać tej kulturze harpuny z jednym zadziorem oraz jednorzędowe. Niestety znalezisk kościanych i rogowych tej jednostki praktycznie brak.

## Osadnictwo
Obozowiska, często kilkuszałasowe, zakładano zwykle w dolinach rzek lub nad brzegami jezior. Szałasy były czasem zagłębione w ziemi. Obozowiska jednoszałasowe można traktować jako satelickie.

## Gospodarka i społeczeństwo
Gospodarka kultury chojnicko-pieńkowskiej miała charakter typowo mezolityczny, łowiecko-zbieracko-rybołowiecki. Grupy zamieszkiwały las niżowy z przewagą sosny. Na stanowiska niniejszej kultury poświadczona jest obecność schematycznych rytów antropo- i zoomorficzne oraz zawieszki i figurki zwierząt m.in. niedźwiedzi, dzików i koni.

## Wybrane stanowiska
Świdry Małe – Pieńki 3; Swornegacie 1; Krzekotówek 8, Poddębe VII; Pyzdry 3 i 5a, Płazówka II.